# (23199) Bezdek
(23199) Bezdek est un astéroïde de la ceinture principale d'astéroïdes.

## Description
(23199) Bezdek est un astéroïde de la ceinture principale d'astéroïdes. Il fut découvert le 3 septembre 2000 à Socorro (Nouveau-Mexique) par le projet LINEAR. Il présente une orbite caractérisée par un demi-grand axe de 3,04 UA, une excentricité de 0,04 et une inclinaison de 5,5° par rapport à l'écliptique.

## Compléments